# James Price
Artykuł ten został zgłoszony do umieszczenia na stronie głównej w rubryce „Czy wiesz”.
Pomóż nam go sprawdzić: oceń zgłoszoną nominację.

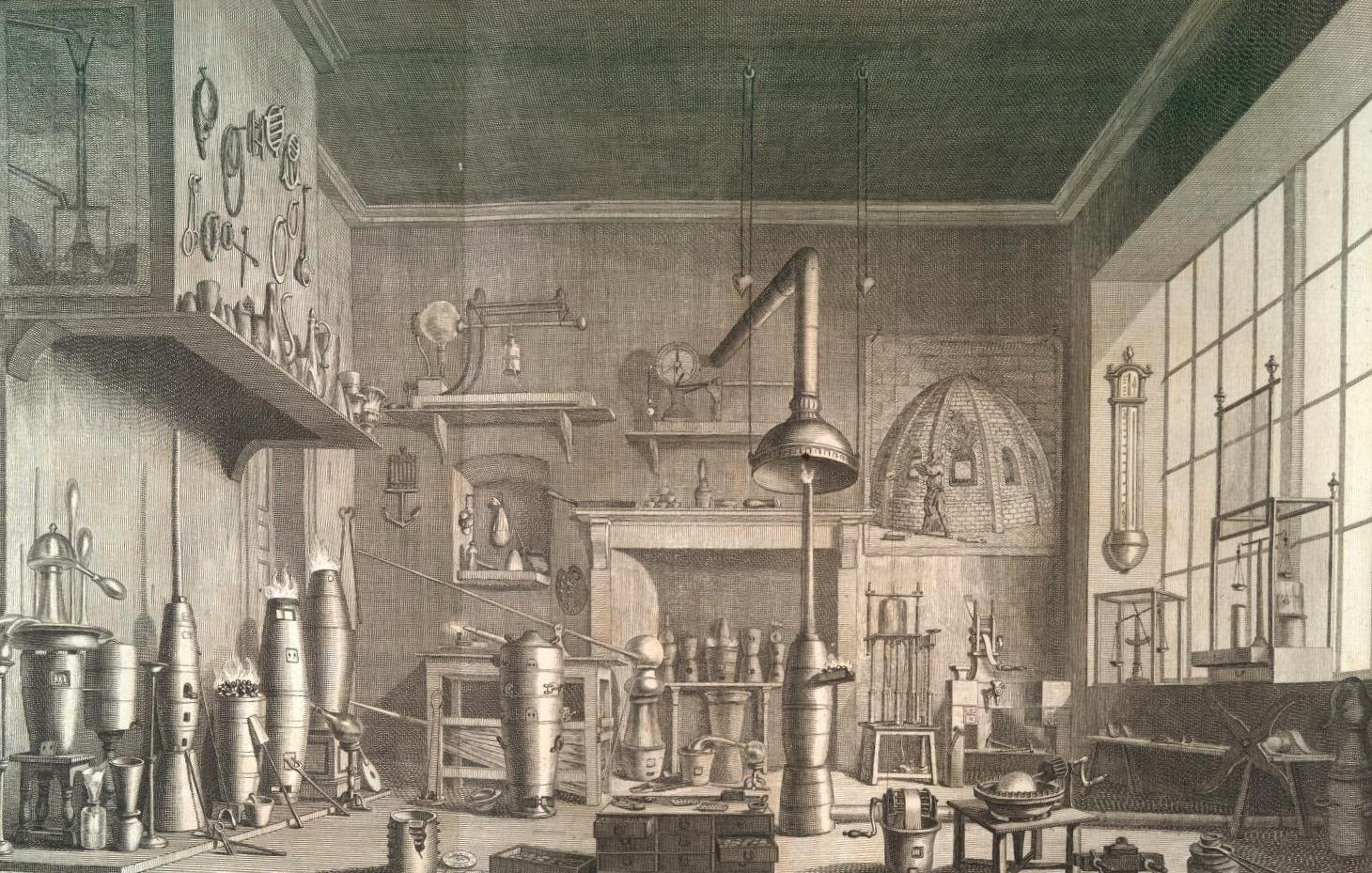
Laboratorium chemiczne w XVIII-wiecznej Anglii, rycina z książki Commercium Philosophico-Technicum (1763) brytyjskiego chemika William Lewis (chemik) (1708–1781)

James Price (ur. 1757 w Londynie, zm. 31 lipca 1783 w Guildford) – angielski lekarz, chemik i alchemik, członek Royal Society. W 1782 zorganizował serię publicznych eksperymentów, w trakcie których przemieniał rtęć w złoto i srebro, lecz ich rzetelność zakwestionowano, po czym popełnił samobójstwo. Nazywany „ostatnim alchemikiem”, gdyż jego śmierć przyczyniła się do ostatecznej dyskredytacji alchemii w Wielkiej Brytanii.

## Życiorys

### Pochodzenie, studia i początki kariery
Pochodził z Londynu, był synem Jamesa Higginbothama i Margaret Higginbotham z d. Price, posiadał status społeczny dżentelmena. 24 kwietnia 1773 rozpoczął w wieku piętnastu lat studia w Magdalen Hall na Uniwersytecie Oksfordzkim i 21 listopada 1777 uzyskał stopień Master of Arts (jako James Higginbotham). W 1781 zmienił nazwisko na Price zgodnie z wolą brata matki, Jamesa Price’a, obywatela Londynu, który zapisał mu w spadku majątek. 10 maja 1781 został wybrany na członka Royal Society jako specjalista w zakresie nauk przyrodniczych, zwłaszcza chemii. Zamieszkał w Guildford w hrabstwie Surrey i według XIX-wiecznego historyka Edwarda Wedlake’a Brayleya (1773–1854) praktykował w tym rejonie jako lekarz. Nie założył rodziny.

### Eksperymenty alchemiczne

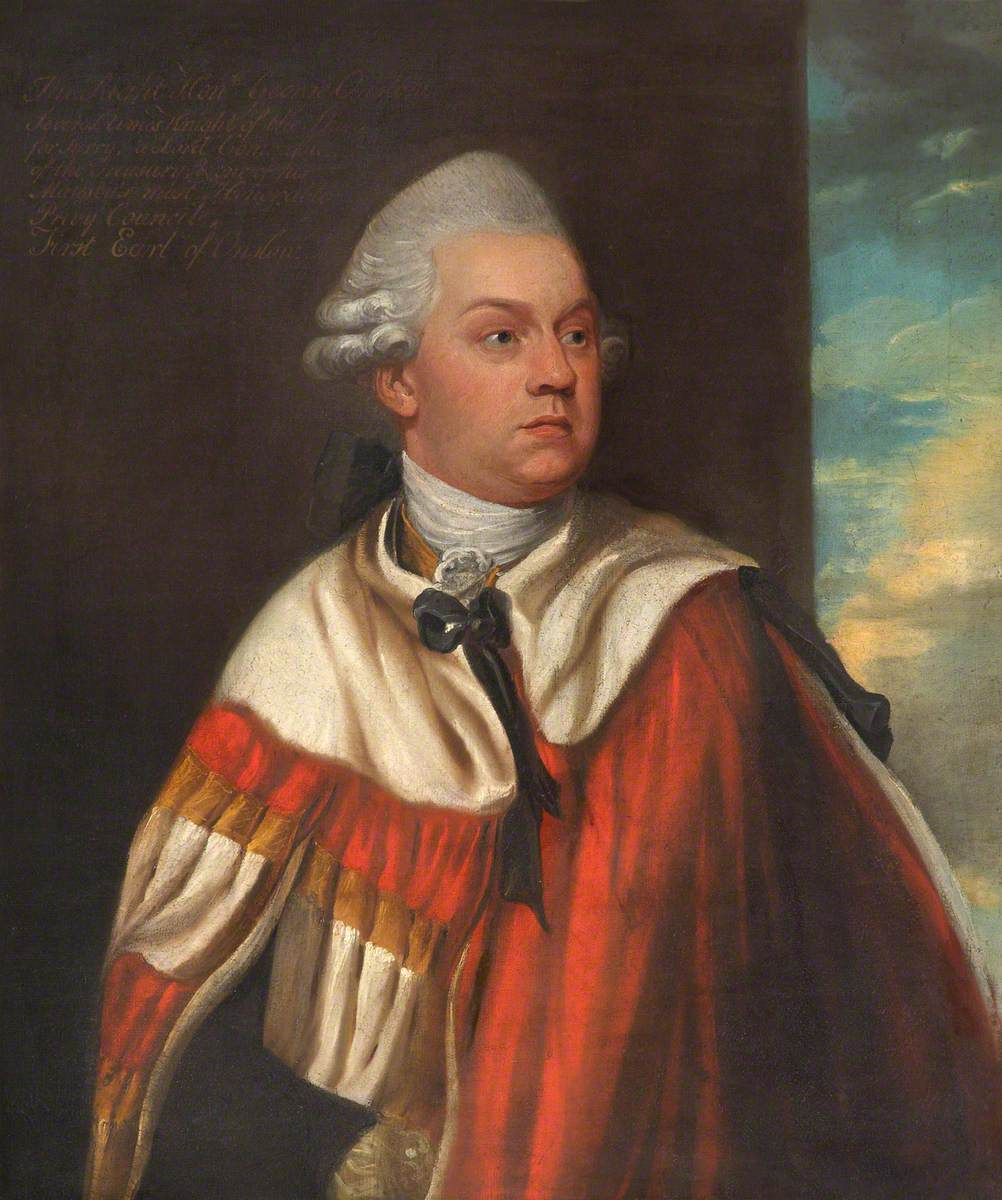
George Onslow, 1. hrabia Onslow (1731–1814), jeden ze świadków eksperymentów Price’a

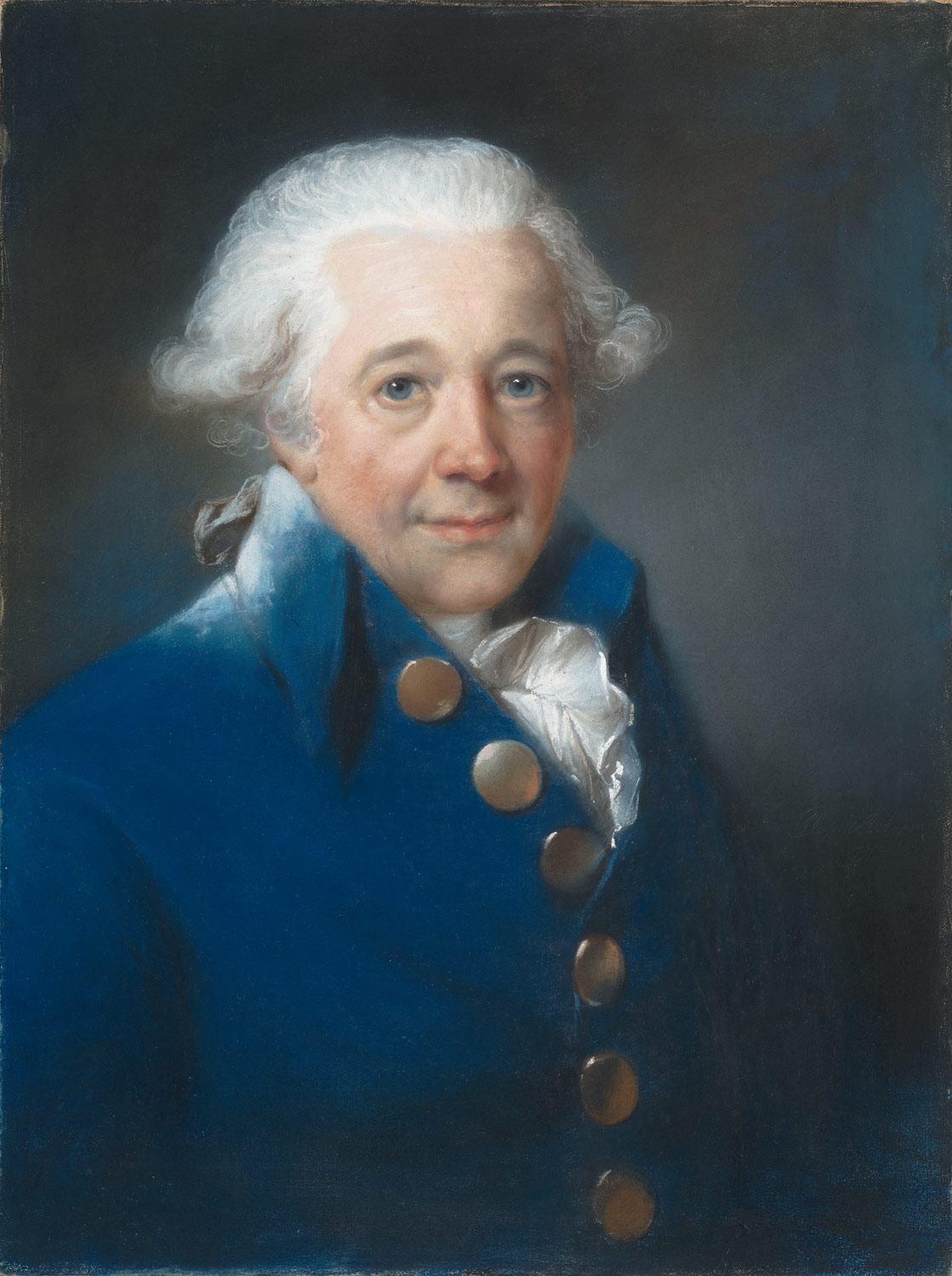
William Man Godschall (1720–1802), członek Royal Society, inny świadek eksperymentów

Między 6 a 25 maja 1782 przeprowadził w swoim prywatnym laboratorium chemicznym w Stoke next Guildford siedem publicznych eksperymentów, w których zademonstrował przemianę (transmutację) rtęci w złoto i srebro za pomocą specjalnych proszków, czerwonego, pozwalającego uzyskać złoto, i białego, pozwalającego uzyskać srebro. Eksperymenty, w trakcie których podgrzewano rtęć z dodatkiem boraksu lub saletry w tzw. tyglach heskich, odbyły się w obecności świadków, szanowanych osób o wysokim statusie społecznym, m.in. burmistrza Guildford Johna Russella, kapitana Francisa Grose’a (1731–1791), ziemianina Williama Mana Godschalla (1720–1802), członka Royal Society, a także trzech lordów (lord Onslow, lord Palmerston i lord King). Świadkowie mieli niewielkie przygotowanie chemiczne. Price opisał eksperymenty w broszurze zatytułowanej An Account of Some Experiments on Mercury, Silver and Gold, Made at Guildford in May, 1782, in the Laboratory of James Price, M.D. F.R.S. To Which is Prefixed an Abridgement of Boyle’s Account of a Degradation of Gold, wydanej w tym samym roku. Broszura, zadedykowana lekarzowi Martinowi Wallowi (1747–1824), w owym czasie wykładowcy chemii w Oksfordzie, wzbudziła sensację i w 1783 doczekała się nowego wydania w Anglii oraz przekładu na język niemiecki opublikowanego w Dessau. Price napisał w niej, że wytworzone przez niego złoto i srebro, których autentyczność potwierdzili specjaliści od probiernictwa, pokazano królowi Anglii Jerzemu III, a monarcha wyraził aprobatę. 2 lipca 1782 Uniwersytet Oksfordzki nadał Price’owi tytuł doktora medycyny za osiągnięcia w dziedzinie chemii.

### Kontrowersje

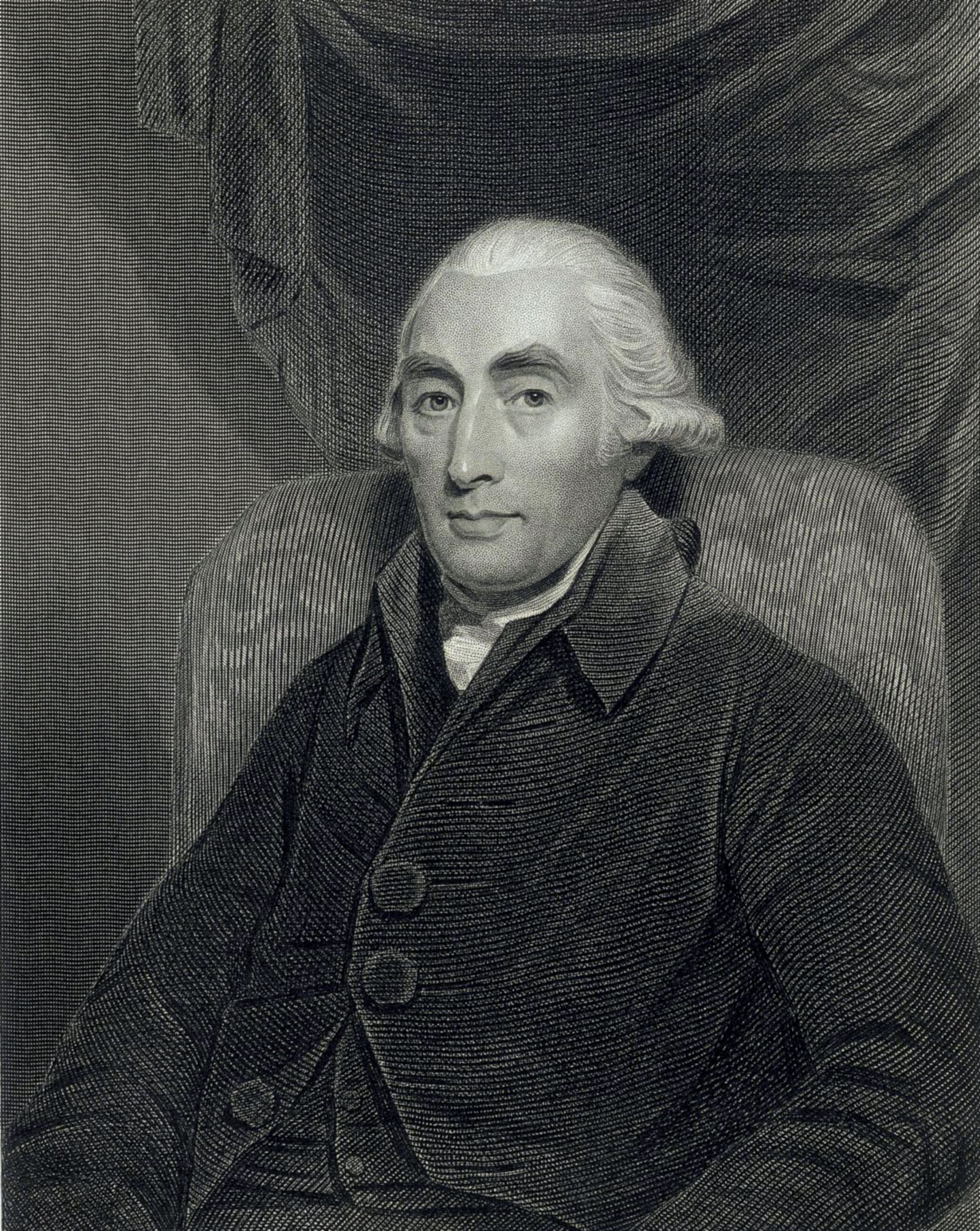
Chemik Joseph Black (1728–1799), jeden z krytyków Price’a

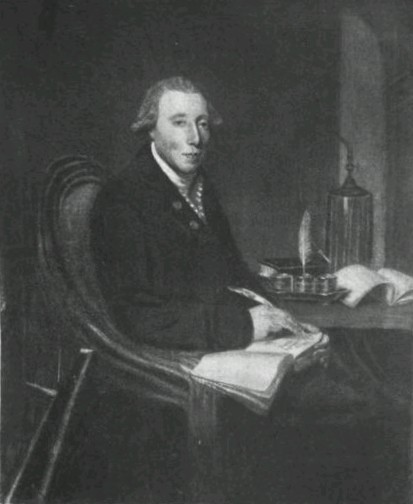
Chemik Richard Kirwan (1733–1812), który sugerował wykluczenie Price’a z Royal Society

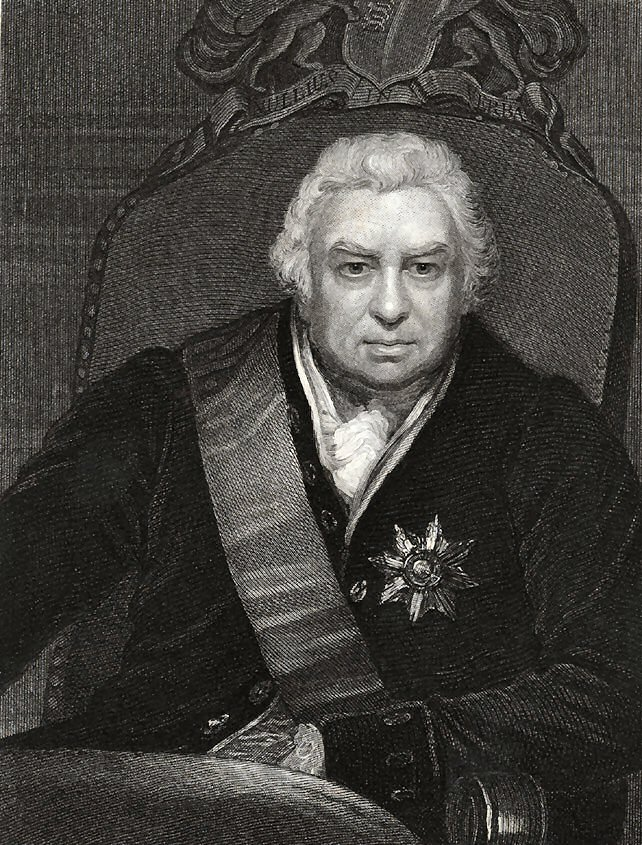
Przyrodnik Joseph Banks (1743–1820), prezes Royal Society, który prowadził rozmowy z Price’em i korespondował o nim z innymi członkami Towarzystwa Królewskiego

Pojawiły się jednak głosy krytyczne; twierdzono, że Price jest zręcznym oszustem lub uwierzył w fikcję. Alchemiczne teorie Price’a publicznie krytykował szkocki chemik Joseph Black (1728–1799). Chemicy Bryan Higgins (1741–1818) i Richard Kirwan (1733–1812) domagali się, by powtórzył eksperymenty lub zdradził ich sekret, gdyż skład proszków pozostawał tajemnicą. Price początkowo odmawiał, wskazując, że zapas proszków, które wykorzystał, już się wyczerpał, a ich przygotowanie jest trudne, kosztowne i szkodliwe dla zdrowia. Zwracał uwagę, że cena wytworzenia złota przekraczała jego wartość (w jednym z eksperymentów koszt wytworzenia uncji złota o wartości niespełna czterech funtów szterlingów wynosił siedemnaście funtów szterlingów). W październiku 1782 zakomunikował Richardowi Kirwanowi, że został oszukany, że sprzedana mu rtęć zawierała złoto i że jedynie je ekstrahował; utrzymywał, że w skład proszku wchodził arszenik. W końcu niechętnie zgodził się powtórzyć eksperymenty pod presją przyjaciół i po nieoficjalnym apelu Josepha Banksa (1743–1820), prezesa Royal Society, który oświadczył, że wymaga tego honor Price’a i honor Royal Society.

### Ostatnie miesiące i śmierć
W styczniu 1783 przybył do swojego laboratorium w Stoke next Guildford, gdzie zamierzał przygotować proszki w ciągu sześciu tygodni, lecz poniósł fiasko. 6 lutego 1783 spisał testament, w którym zasugerował, że wkrótce odejdzie z tego świata. Sporządził pewną ilość tzw. wody laurowej, silnie trującego ekstraktu z liści laurowiśni wschodniej, zawierającego kwas pruski. Zbierał informacje o eksperymentach niemieckich alchemików i odwiedził Niemcy. W 1783, w drugim wydaniu swojej broszury napisał, że jego eksperymenty są nie do podważenia; jednocześnie deklarował niewiarę w istnienie kamienia filozoficznego, który nazwał „chimerą”. Długa zwłoka w organizacji obiecanego pokazu i niejasne wyjaśnienia sprawiły, że stracił wiarygodność i przestał być traktowany poważnie.
28 lipca 1783 napisał w liście do brytyjskiego kompozytora Samuela Wesleya (1766–1837), że w ciągu ostatnich trzech miesięcy spędził wiele godzin w laboratorium, wytwarzając stopy w piecu do topienia metali, i że ciężko chorował; w dalszym ciągu nie czuł się zdrowy. W połowie 1783 pojechał do Londynu i zaprosił członków Royal Society do Stoke next Guildford, gdzie miał przeprowadzić publiczny eksperyment. Po powrocie do Guildford popełnił samobójstwo, wypijając wodę laurową.
Pozostawił znaczny majątek, przekraczający dziesięć tysięcy funtów szterlingów. Zapisał Samuelowi Wesleyowi w testamencie swoje instrumenty muzyczne i książki o muzyce wraz z kwotą tysiąca funtów szterlingów. Został pochowany w kościele parafialnym św. Jana Ewangelisty w Stoke next Guildford, w którym znajduje się jego marmurowa tablica pamiątkowa opatrzona łacińską inskrypcją Heu! Qualis erat, wzmiankowana w 1804.

#### Relacje o okolicznościach śmierci Price’a
Istnieje kilka rozbieżnych relacji o okolicznościach śmierci Price’a.
- W drugiej połowie XIX wieku brytyjski wydawca Robert Chambers(inne języki) (1802–1871), autor opracowania Book of Days(inne języki) (1869), napisał, że w wyznaczonym dniu w laboratorium Price’a w Stoke next Guildford pojawiło się zaledwie trzech członków Royal Society, co go dotknęło[14]. Powitał ich uprzejmie, a w trakcie eksperymentu odszedł na bok, prędko wypił szklankę wody laurowej i po chwili zmarł[14]. Wersję Chambersa przytoczono w Dictionary of National Biography (tom 46, 1896)[4].
- Według listu z Londynu z 30 września 1783 do Georga Christopha Lichtenberga (1742–1799), przetłumaczonego na język niemiecki i opublikowanego w czasopiśmie „Göttingisches Magazin der Wissenschaften und Litteratur” bez podania nazwiska autora (1783, s. 886–889), Price pojechał do Londynu i próbował zaprosić członków Royal Society na publiczny pokaz w laboratorium w Stoke next Guildford, lecz jego propozycja została odrzucona[18]. Po powrocie do Guildford popełnił samobójstwo, wypijając wodę laurową[18].
- Według Williama Mana Godschalla(inne języki), mieszkającego w pobliżu Guildford, Price zmarł po wielotygodniowym okresie pomieszania zmysłów[24]. 1 sierpnia 1783 (następnego dnia po jego samobójstwie) Godschall poinformował o nim listownie Josepha Banksa, prezesa Royal Society, przypisując śmierć Price’a chorobie odziedziczonej po ojcu, który, jak twierdził, zmarł w stanie obłąkania[24]. Listy Godschalla opisujące okoliczności śmierci Price’a opublikowano w 2007 w zbiorowym wydaniu korespondencji naukowej Banksa[24].

## Próby wyjaśnienia motywów Price’a

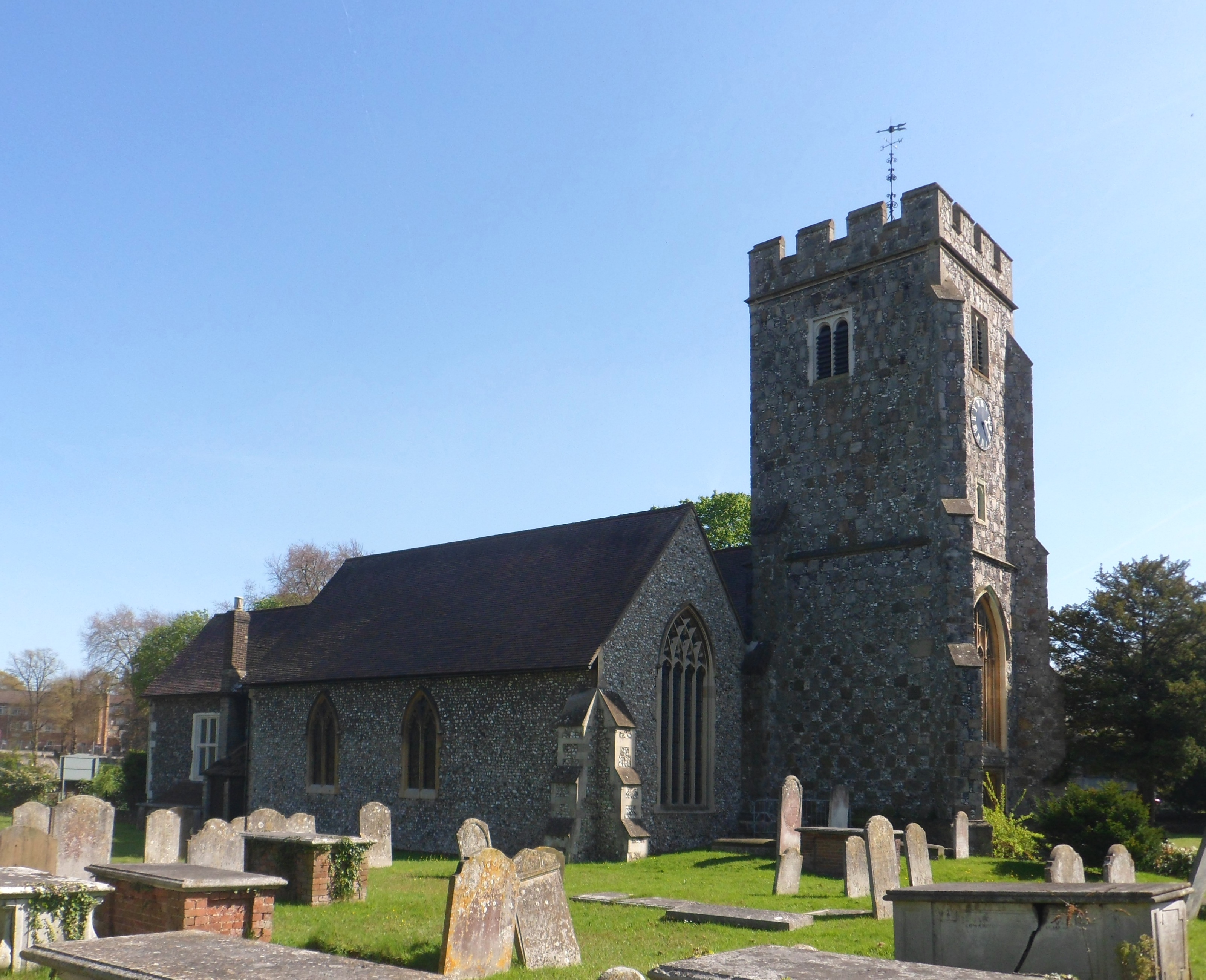
Kościół św. Jana Ewangelisty w Stoke next Guildford, w którym pochowano Price’a (2014)

Samobójstwo Price’a próbowano różnie tłumaczyć. Brytyjski historyk Edward Wedlake Brayley (1773–1854), autor książki The History of Surrey (1841), napisał, że popełnił je z obawy przed usunięciem z Royal Society, gdy nie był w stanie powtórzyć eksperymentów przed komisją złożoną z członków towarzystwa. W podobny sposób śmierć Price’a wyjaśniało w 1877 czasopismo „Notes and Queries”. Wydawca Robert Chambers (1802–1871) wyraził przypuszczenie, że Price początkowo oszukiwał sam siebie, a później próbował celowo lub z niewiedzy oszukiwać innych, odkrył swój błąd i nie miał odwagi publicznie przyznać się do pomyłki. Brytyjski chemik Philip Hartog (1864–1947), autor biogramu Price’a w Dictionary of National Biography (tom 46, 1896), napisał, że nie da się ustalić, czy Price był oszustem, czy szaleńcem; na tę drugą wersję wskazywała relacja o jego śmierci w niemieckim czasopiśmie „Göttingisches Magazin” (1783, s. 886). Werdykt ławy przysięgłych w trakcie śledztwa prowadzonego przez koronera w sprawie przyczyny zgonu uznał go za obłąkanego. W 2007 brytyjski pisarz Mark Pilkington wśród możliwych przyczyn śmierci Price’a wymienił delirium wywołane zatruciem rtęcią.

## Portret w National Portrait Gallery

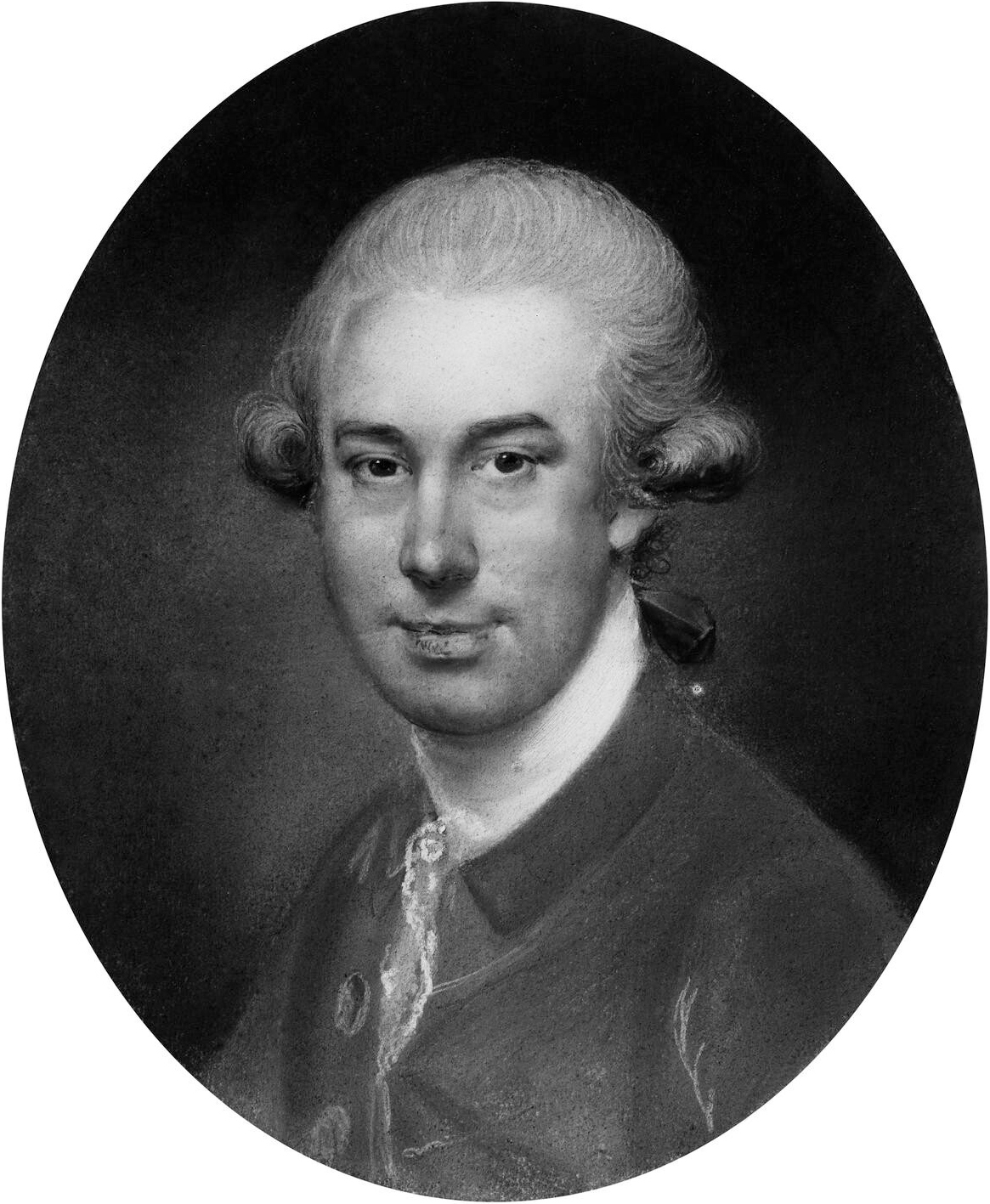
Malarz John Russell (malarz) (1745–1806), autor portretu Price’a

Owalny pastel przechowywany w National Portrait Gallery w Londynie (ok. 1782), o wymiarach 597 mm x 445 mm, namalowany przez Johna Russella (1745–1806), jest jedynym znanym portretem Price’a. Początkowo należał do pastora J. Penfolda z Croydon, który w 1850 przekazał go w darze Guildford Institute w Guildford, gdzie wisiał w czytelni biblioteki. Uczestniczył w Surrey Art Loan Exhibition w Guildford (1884) oraz w wystawie prac Russella zorganizowanej w Imperial Institute w South Kensington w Londynie (1894). W 1922 został zakupiony od Guildford Institute przez National Portrait Gallery. 
Autor, John Russell, był synem Johna Russella seniora, burmistrza Guildford, jednego ze świadków pokazów alchemicznych Price’a. Russell sportretował trzech świadków eksperymentów: lorda Onslowa (1731–1814), ziemianina Williama Mana Godschalla (1720–1802) i własnego ojca, zamożnego producenta sztućców stołowych i księgarza, który figurował na stronie tytułowej broszury Price’a jako jeden z jej sprzedawców. W liście do Samuela Wesleya z 28 lipca 1783 Price wspomniał, że rodzina Russellów jest na niego rozgniewana „za coś, czego nie zrobił”.